# Labib Mahmoud
Labib Mahmoud   (Egipte, 25 d'agost de 1907 - segle XX) fou un futbolista egipci de la dècada de 1930.
Fou internacional amb la selecció d'Egipte amb la qual participà en la Copa del Món de futbol de 1934.
Pel que fa a clubs, destacà a Al-Ahly S.C..